# Белу
Белу (фр. Bellou) насеље је и општина у северној Француској у региону Доња Нормандија, у департману Калвадос која припада префектури Лисје.
По подацима из 2011. године у општини је живело 158 становника, а густина насељености је износила 21,38 становника/km². Општина се простире на површини од 7,39 km². Налази се на средњој надморској висини од 190 метара (максималној 204 m, а минималној 128 m).

## Демографија
| 1962. | 1968. | 1975. | 1982. | 1990. | 1999. | 2011. |
| ----- | ----- | ----- | ----- | ----- | ----- | ----- |
| 106   | 167   | 129   | 107   | 121   | 125   | 158   |

График промене броја становника у току последњих година